# Diamantoid
Diamantoid beskriver inom nanoteknik strukturer som har egenskaper som liknar diamant; Starka, styva och täta 3-dimensionella nätverk av atomer som hålls samman av kovalenta bindningar. Atomerna är oftast kol, kväve, syre, kisel eller svavel.

## Kemi
Inom kemi används termen diamantoid om slutna, polycykliska kolväten som till exempel adamantan (C10H16) som är den minsta diamantoiden.